# Lene Rantala
Lene Rantala (født 10. august 1968 i Gladsaxe) er en dansk tidligere håndboldspiller, der senest spillede for den norske klub Larvik HK, hvor hun stoppede sin aktive karriere i 2014. Hun har tidligere spillet i FIF, Brabrand I.F., Toten HK og IK Junkeren.
Lene Rantala har tidligere spillet 226 landskampe på det danske landshold. Hun er en af de mest vindende håndboldspillere i verden, med tre EM-guld, et VM-guld, to OL-guld, et EM-sølv, et VM-sølv, og én VM-bronze. Hun debuterede på A-landsholdet den 14. februar 1991. Hun stoppede på landsholdet i 2002, men gjorde comeback for at hjælpe Danmark med at kvalificere sig til VM 2007 i Frankrig, hvilket ikke lykkedes. Med 42 år og 307 dage har Rantala rekorden for ældste spiller på det danske kvindelandshold.
I forbindelse med lønkonflikten mellem Håndbold Spiller Foreningen og Dansk Håndbold Forbund (nu Dansk Håndbold) i foråret 2011 blev hun igen en del af landsholdet. 2. juni 2011 blev hun igen udtaget til landsholdets VM-kvalifikationskampe.
Lene Rantala har vundet Cup Winners' Cup med Larvik HK i 2005 og 2008 samt 11 norske seriemesterskaber og den norske pokaltitel 10 gange.